# Osez Bashung
Albums de Alain Bashung
À perte de vue
(2009) L'Homme à tête de chou
(2011)
Osez Bashung est une compilation d'Alain Bashung, sortie le 22 novembre 2010 sur le label Barclay Records. Il est constitué de deux CD : Les Classiques et Les Reprises.

## Contenu de l'album
Certaines versions de cette compilation sont différentes des versions publiées sur les albums d'Alain Bashung. On peut aussi accéder à des contenus exclusifs en insérant le CD dans un ordinateur.
Le livret intérieur se présente sous forme de mini poster avec neuf photographies du chanteur, en noir et blanc. Sur toutes les photos, on voit Alain Bashung fumer une cigarette dans différentes positions. Le livret intérieur comprend également un texte signé par Marc Besse, auteur d'une biographie d'Alain Bashung, et intitulé « Quelques traces de rouge à lèvres... »

## Liste des pistes

### CD 1:Les Classiques
| No  | Titre                      | Auteur                                                | Durée |
| --- | -------------------------- | ----------------------------------------------------- | ----- |
| 1.  | La nuit je mens            | Alain Bashung - Jean Fauque / Bashung - Les Valentins | 4:25  |
| 2.  | Sur un trapèze             | Gaëtan Roussel / Roussel                              | 3:47  |
| 3.  | Sommes-nous                | Bashung - Fauque / Bashung                            | 3:55  |
| 4.  | Faites monter              | Bashung - Fauque / Bashung - Ludovic Bource           | 4:21  |
| 5.  | Ma petite entreprise       | Bashung - Fauque / Bashung                            | 4:13  |
| 6.  | Madame rêve                | Pierre Grillet / Bashung                              | 4:48  |
| 7.  | Malaxe                     | Bashung - Fauque / Bashung - Les Valentins            | 4:31  |
| 8.  | Résidents de la République | Roussel / Roussel                                     | 3:21  |
| 9.  | Vertige de l'amour         | Boris Bergman / Bashung                               | 3:17  |
| 10. | Les Petits Enfants         | Daniel Tardieu / Bashung                              | 1:11  |
| 11. | Gaby oh Gaby               | Bergman / Bashung                                     | 3:55  |
| 12. | Osez Joséphine             | Bashung - Fauque / Bashung                            | 2:56  |
| 13. | Je t'ai manqué             | Roussel / Roussel                                     | 3:39  |
| 14. | Volutes (remix)            | Bashung - Fauque / Bashung                            | 3:22  |
| 15. | S.O.S. Amor                | Bashung - Didier Golemanas / Bashung                  | 4:02  |
| 16. | L'Apiculteur               | Bashung - Fauque / Bashung                            | 4:37  |
| 17. | Bijou bijou                | Bergman - Tardieu / Bashung                           | 4:06  |
| 18. | Angora                     | Bashung - Fauque / Bashung                            | 2:06  |

### CD 2:Les Reprises
| No  | Titre                                                        | Auteur                                        | Durée |
| --- | ------------------------------------------------------------ | --------------------------------------------- | ----- |
| 1.  | That's All Right Mama                                        | Arthur Crudup                                 | 1:46  |
| 2.  | Avec le temps                                                | Léo Ferré                                     | 6:01  |
| 3.  | Bruxelles                                                    | Dick Annegarn                                 | 2:42  |
| 4.  | Céline                                                       | Hugues Aufray                                 | 4:09  |
| 5.  | Les Amants d'un jour                                         | Claude Delécluse - Michelle Senlis            | 3:22  |
| 6.  | Blues Eyes Crying in the Rain                                | Fred Rose                                     | 2:15  |
| 7.  | Everybody's Talkin' (live)                                   | Fred Neil                                     | 3:00  |
| 8.  | Que reste-t-il de nos amours ? (en duo avec Françoise Hardy) | Charles Trenet / Léo Chauliac - Trenet        | 4:18  |
| 9.  | Le Sud                                                       | Nino Ferrer                                   | 4:47  |
| 10. | Suzanne                                                      | Leonard Cohen, adaptation de Graeme Allwright | 4:09  |
| 11. | L'Homme à tête de chou                                       | Serge Gainsbourg                              | 2:41  |
| 12. | Le Tango funèbre                                             | Jacques Brel - Gérard Jouannest               | 4:17  |
| 13. | Hey Joe (live studio)                                        | Billy Roberts, adaptation de Gilles Thibaut   | 4:52  |
| 14. | Les Mots bleus                                               | Jean-Michel Jarre / Christophe                | 5:09  |
| 15. | She Belongs to Me                                            | Bob Dylan                                     | 4:07  |
| 16. | Il voyage en solitaire                                       | Gérard Manset                                 | 4:04  |
| 17. | Nights in White Satin (live)                                 | Justin Hayward                                | 3:14  |

## Personnel
- Mastering : Jonas Turbeaux.
- Photographies : Antoine Legrand.
- Graphisme pochette : element-s et Jérôme Witz.